# V377 Возничего
V377 Возничего (лат. V377 Aurigae) — одиночная переменная звезда в созвездии Возничего на расстоянии (вычисленном из значения параллакса) приблизительно 28889 световых лет (около 8857 парсеков) от Солнца. Видимая звёздная величина звезды — от +15m до +14,2m.

## Характеристики
V377 Возничего — жёлтая пульсирующая переменная звезда типа RR Лиры (RRAB) спектрального класса G. Эффективная температура — около 5772 K.